# Johann Rudolf Tschiffeli

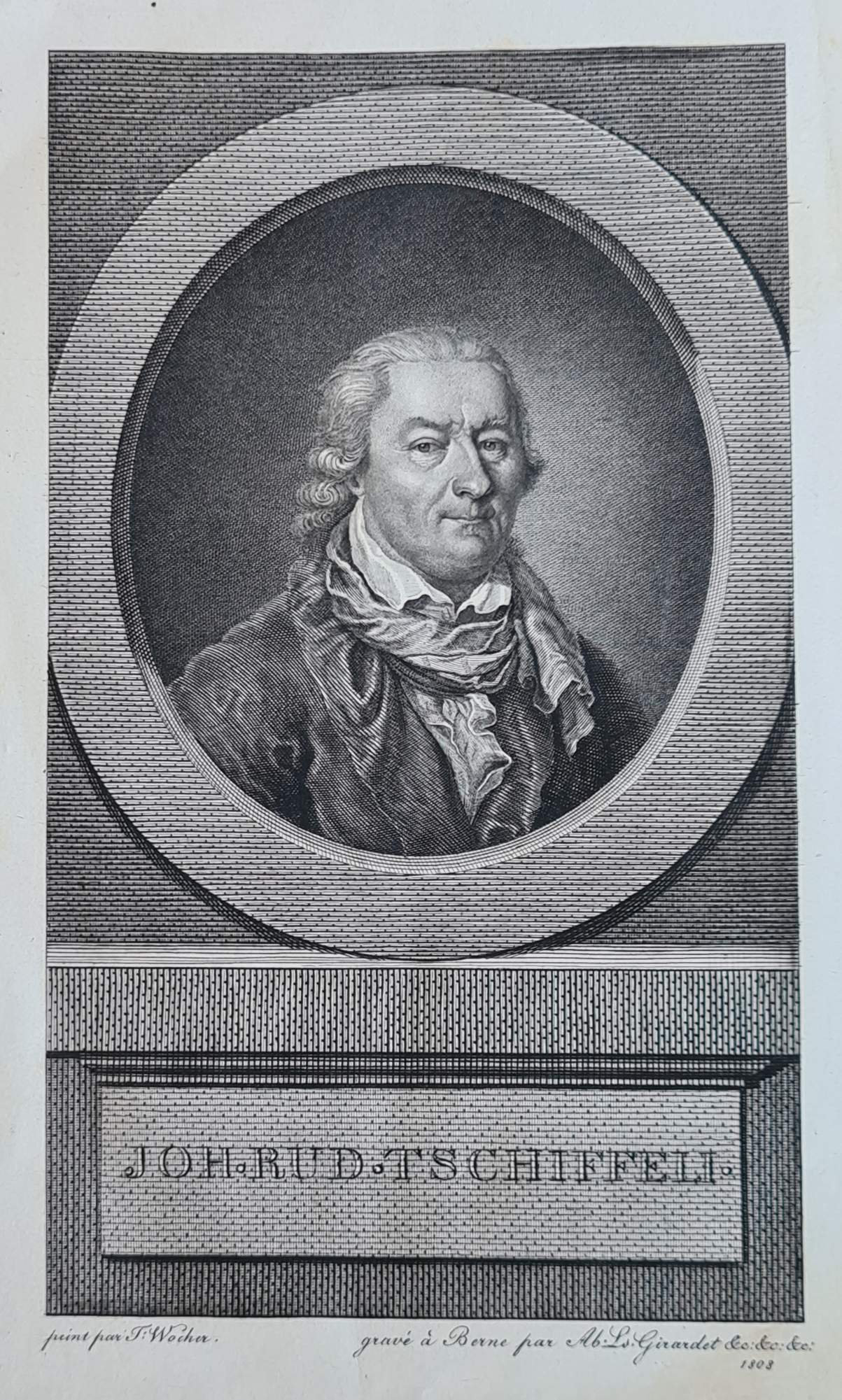
Johann Rudolf Tschiffeli, Bildnis nach Dominikus Tiberius Wocher (1808)

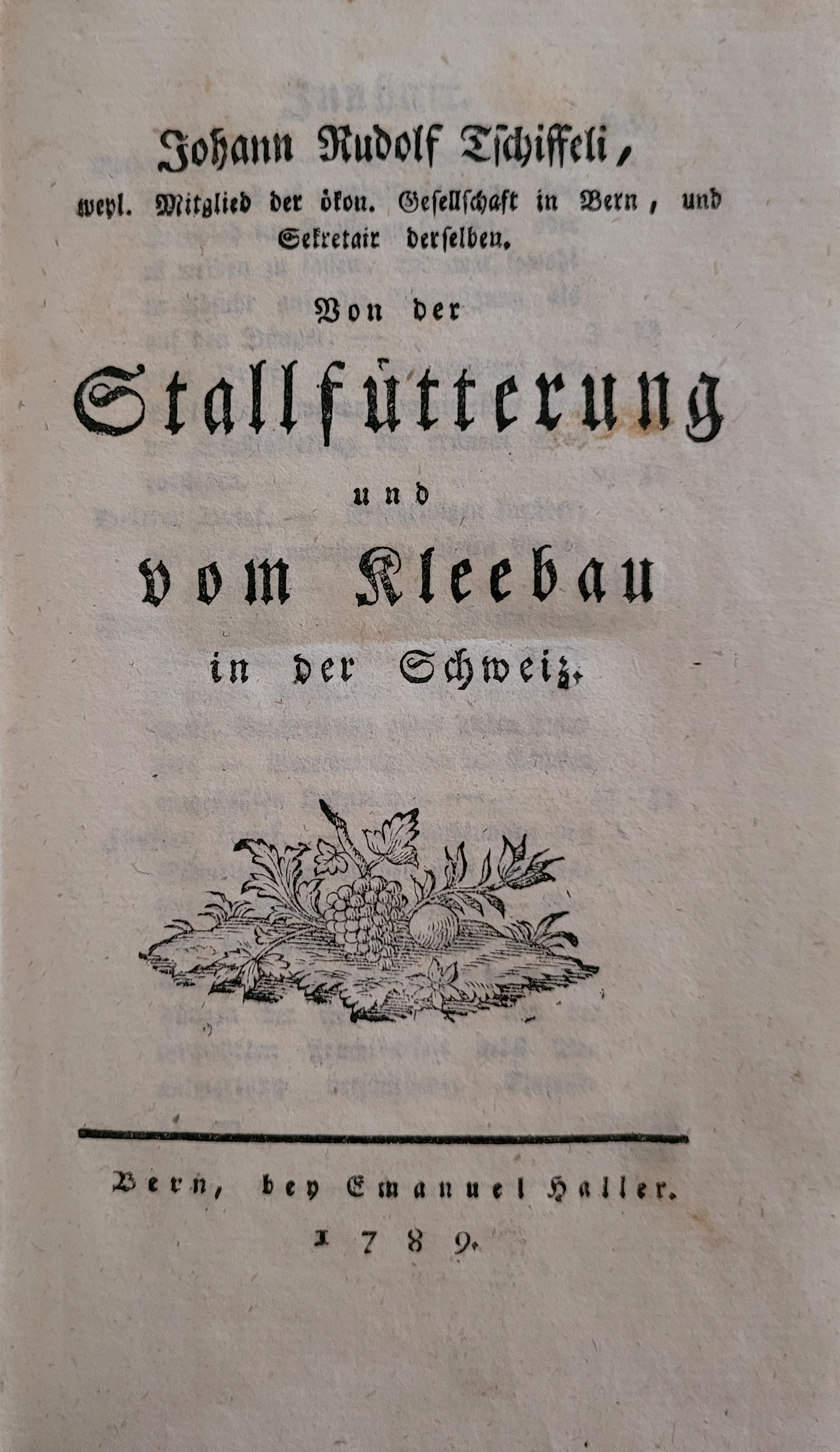
Von der Stallfütterung und vom Kleebau in der Schweiz, Titelblatt (1789)

Johann Rudolf Tschiffeli (* 12. Dezember 1716 in Bern; † 15. Januar 1780 ebenda) war ein Schweizer Agronom.

## Leben
Tschiffeli wurde als Sohn seines gleichnamigen Vaters, Landvogt von Wangen, und der Susanna Dorothea geb. Tschiffeli, geboren. Er war verheiratet mit Margarethe Steck. Johann Rudolf Tschiffeli war Gehilfe der Staatskanzlei und von 1755 bis 1780 Oberchorgerichtsschreiber. Gemeinsam mit Samuel Engel und Niklaus Emanuel Tscharner gründete er 1759 die Ökonomische Gesellschaft in Bern. Seine Güter Kleehof in Kirchberg und Aspi bei Aarberg machte er zu bekannten Mustergütern. Johann Heinrich Pestalozzi absolvierte von 1767 bis 1768 auf seinem Musterbetrieb bei Kirchberg eine landwirtschaftliche Lehre.
Seine Witwe hielt sich im Spätherbst 1788 in Heilbronn auf, wo sie die praktische Anwendung des «Animalischen Magnetismus» demonstrierte und damit Einfluss auf den dortigen Stadtarzt Eberhard Gmelin nahm.

## Werke
- Von der Stallfütterung und vom Kleebau in der Schweiz. Bern 1789 (online).